# یعقوب العازر کهانا شاپیرا

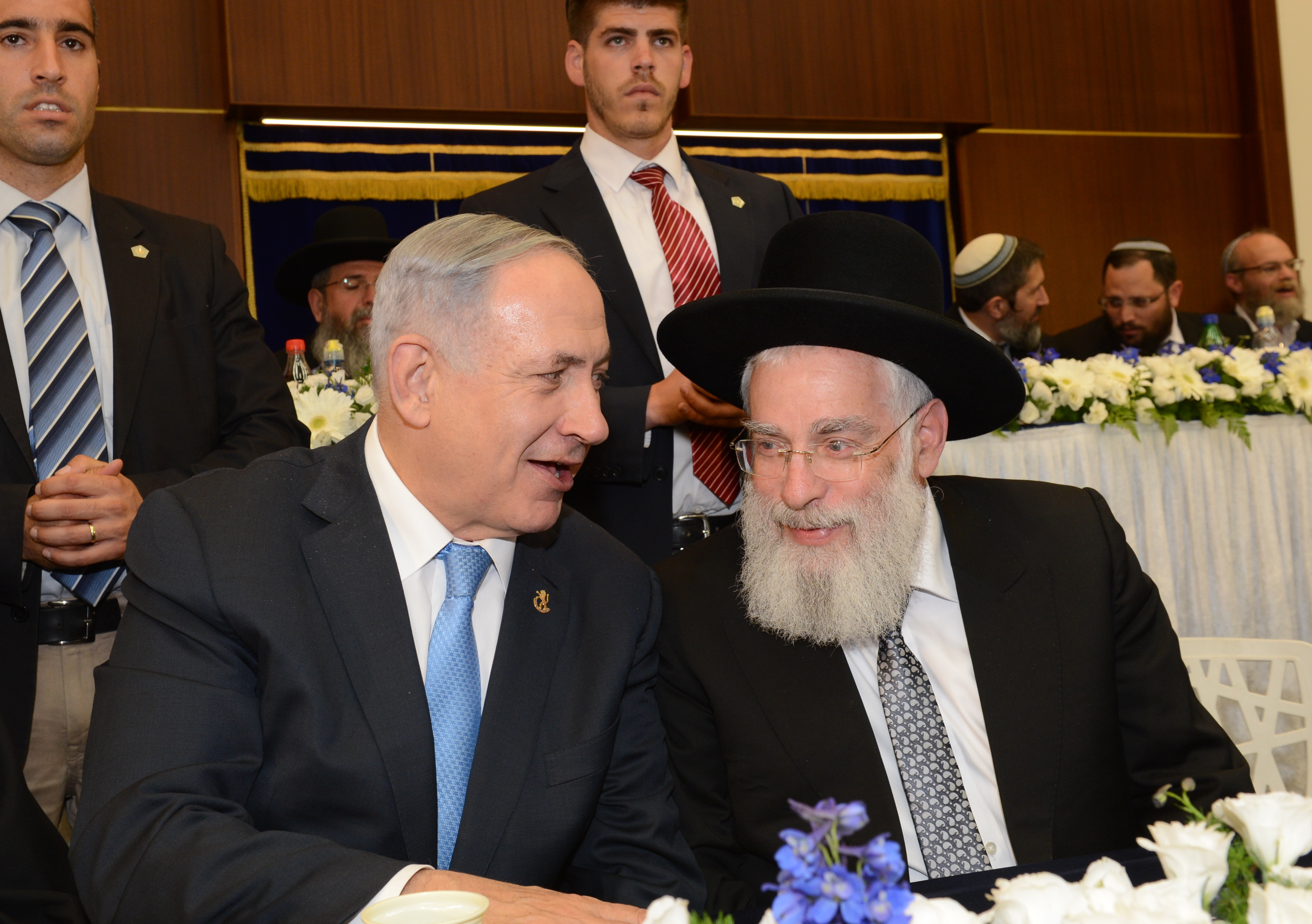
رَبّی شاپیرا همراه با نخست‌وزیر بنیامین نتانیاهو در جشن روز اورشلیم در مرکز حراب

یعقوب العازر کهانا شاپیرا (عبری: יעקב אלעזר כהנא שפירא‎؛ زادهٔ ۲۶ دسامبر ۱۹۵۰) رئیس یشیوای مرکز حراب در اورشلیم و عضو شورای خاخام‌های اعظم است.

## زندگی‌نامه
شاپیرا در اورشلیم به دنیا آمد. پدر او، خاخام آبراهام شاپیرا، رئیس پیشین یشیوای مرکز حراب، و مادرش پنینا پرل بودند. او در دبیرستان یشیوایی یشلت"ץ تحصیل کرد و سپس به تحصیل در یشیوای مرکز حراب پرداخت. وی از سوی پدر خود و همچنین خاخام شائول یسرائلی اجازهٔ تدریس دینی دریافت کرد.

## دوران خاخامی
در سال ۱۹۸۳، پدرش او را به‌عنوان مدرس در یشیوای مرکز حراب منصوب کرد، و تا سال ۱۹۹۳، وی به‌عنوان دست راست پدرش در خاخام‌باشی کل کشور خدمت می‌کرد. پس از درگذشت پدرش در سال ۲۰۰۷، خاخام یعقوب شاپیرا طبق وصیت پدرش به‌عنوان رئیس یشیوا منصوب شد.
در سال ۲۰۰۸، در نخستین سال ریاست او بر یشیوا، مردی عرب از جبل مکبر در اورشلیم شرقی با اسلحه وارد یشیوا شد و به‌صورت بی‌هدف به سوی حاضران تیراندازی کرد، که طی آن هشت دانش‌آموز کشته و ۱۵ نفر دیگر زخمی شدند.
در سال ۲۰۱۳، خاخام شاپیرا برای احراز سمت خاخام‌باشی اشکنازی اسرائیل رقابت کرد، اما رقابت را به خاخام داوید لائو واگذار کرد. در اکتبر ۲۰۱۴، او نامزدی خود را برای سمت خاخام‌باشی اورشلیم اعلام کرد، اما در روز انتخابات از رقابت کناره‌گیری نمود.